# Schwering & Hasse Elektrodraht
Schwering & Hasse Elektrodraht ist ein deutscher Hersteller von lackierten Kupfer- und Aluminiumdrähten. Mit 230 Mitarbeitern werden jährlich über 50.000 Tonnen Draht für die Wickelindustrie produziert. Die lackierten Kupfer- und Aluminiumdrähte finden Anwendung in den Bereichen Elektrotechnik, Energietechnik, Industrie, Consumer Goods, Lichttechnik, Medizintechnik und Automotive. Das Unternehmen gehört zur HF Magnet Wire Industries GmbH.
S&H bezieht sein Rohkupfer von der Firma Aurubis in Hamburg.

## Geschichte

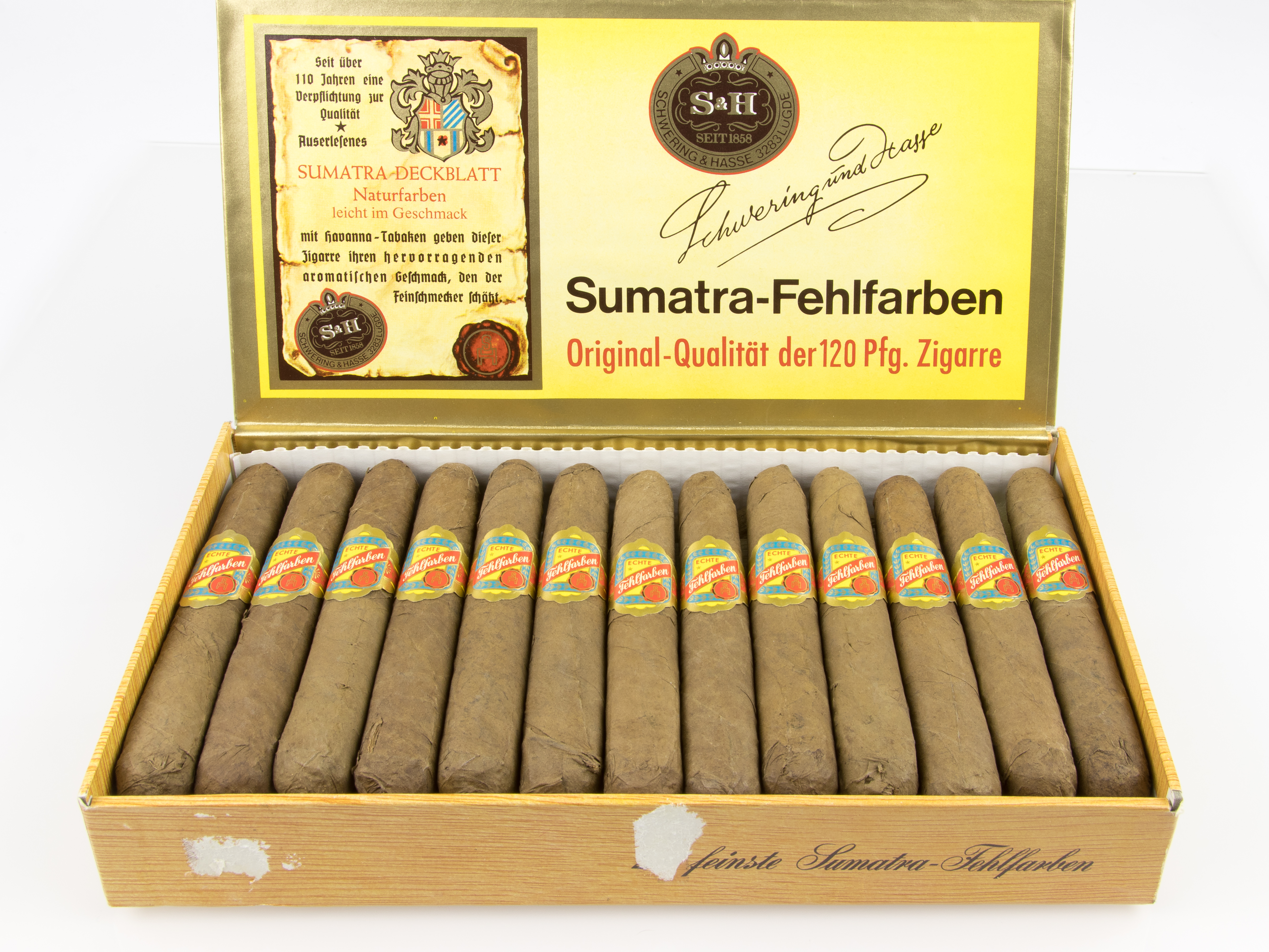
Sumatra Fehlfarben-Zigarren von Schwering und Hasse, ca. 1980

Das Unternehmen wurde zum 1. Januar 1858 durch Johannes Carl Hasse, Wilhelm André und Carl Schwering als Produzent für Zigarren gegründet. Nachdem Wilhelm André kurze Zeit ausgeschieden und Carl Schwering verstorben war, verblieb J. C. Hasse als alleiniger Gesellschafter und baute das Unternehmen im Laufe der Jahrzehnte zum Marktführer in Lügde aus. Sein Sohn Ernst Hasse und dessen Söhne Ernst jr. und Erich Hasse führten das Unternehmen erfolgreich durch die wirtschaftlichen Untiefen zweier Weltkriege. Aufgrund der wirtschaftlichen Unsicherheiten zum Ende des Zweiten Weltkriegs knüpfte Erich Hasse Kontakt zu den Märkischen Kabelwerken in Berlin. Damit war der Grundstein gelegt für die Verlagerung der Kabelproduktion in den Jahren 1946/47 nach Lügde. Zunächst bestanden beide Unternehmen als rechtlich selbständige Firmen parallel, wobei die Zigarrenherstellung Erich Hasses Bruder Ernst unterstand. 1954 erfolgte die räumliche und verwaltungstechnische Trennung der bis dahin noch dominierenden Zigarrenfabrik, so dass eine eigenständige Entwicklung möglich wurde. Erhebliche strukturelle Veränderungen und auch Veränderungen im Raucherverhalten führten letztendlich dazu, dass mit Ablauf des Jahres 1989 der Tabakwaren-Bereich an Burger-Dannemann verkauft wurde. Das Geschäft konzentrierte sich seitdem komplett auf die Herstellung von runden und flachen Lackdrähten aus Kupfer und Aluminium.
Seit 2018 tritt SHWire gemeinsam mit dem Schwesterunternehmen SynFlex Elektro GmbH und der IsoTek GmbH am Markt als SynFlex Group auf.

## Schwering & Hasse Stiftung
Die Schwering & Hasse Stiftung verfolgt gemeinnützig die Förderung des Gemeinwohls im Bereich der Städte Lügde und Bad Pyrmont. Es werden Projekte wie musikalische Früherziehung zur Steigerung der Integration und Zusammengehörigkeit, Lernpatenschaften für Kinder mit Migrationshintergrund, Vorbereitung auf den Übergang von der Schule in den Beruf, MINT und Attraktivitätssteigerung der Region durch Kunst und Kultur gefördert. Die Stiftung wurde am 6. Januar 2006 gegründet. Das Stiftungsvermögen beträgt € 280.000,–

## SynFlex Group
Die SynFlex Group fungiert als Dachmarke und vereint die drei auch weiterhin rechtlich eigenständigen Unternehmen SynFlex Elektro GmbH, Schwering & Hasse Elektrodraht GmbH (SHWire) und IsoTek GmbH miteinander. Sie bietet verschiedene Dienstleistungen und Services. Das Labor, die automatisierte und digitalisierte Logistik, der internationale Vertrieb sowie das Produktmanagement und der Metallhandel stehen der gesamten SynFlex Group zur Verfügung.